# Referèndum constitucional de Cuba de 1976
A Cuba es va celebrar un referèndum constitucional el 15 de febrer de 1976 per a aprovar la introducció d'una llarga sèrie de modificacions en la carta magna. D'acord amb els informes oficials, els textos de la nova constitució van ser discutits per aproximadament 6.216.000 de ciutadans.

Tots els ciutadans majors de 16 anys van ser convocats a votar, a través del sufragi lliure, directe i secret.En total, es van modificar 60 dels 141 articles. El nivell d'aprovació del nou text va ser del 97,7% dels vots emesos. D'un total de 5.717.266 electors, van exercir el vot 5.602.973 per a un 98% d'assistència a les urnes.

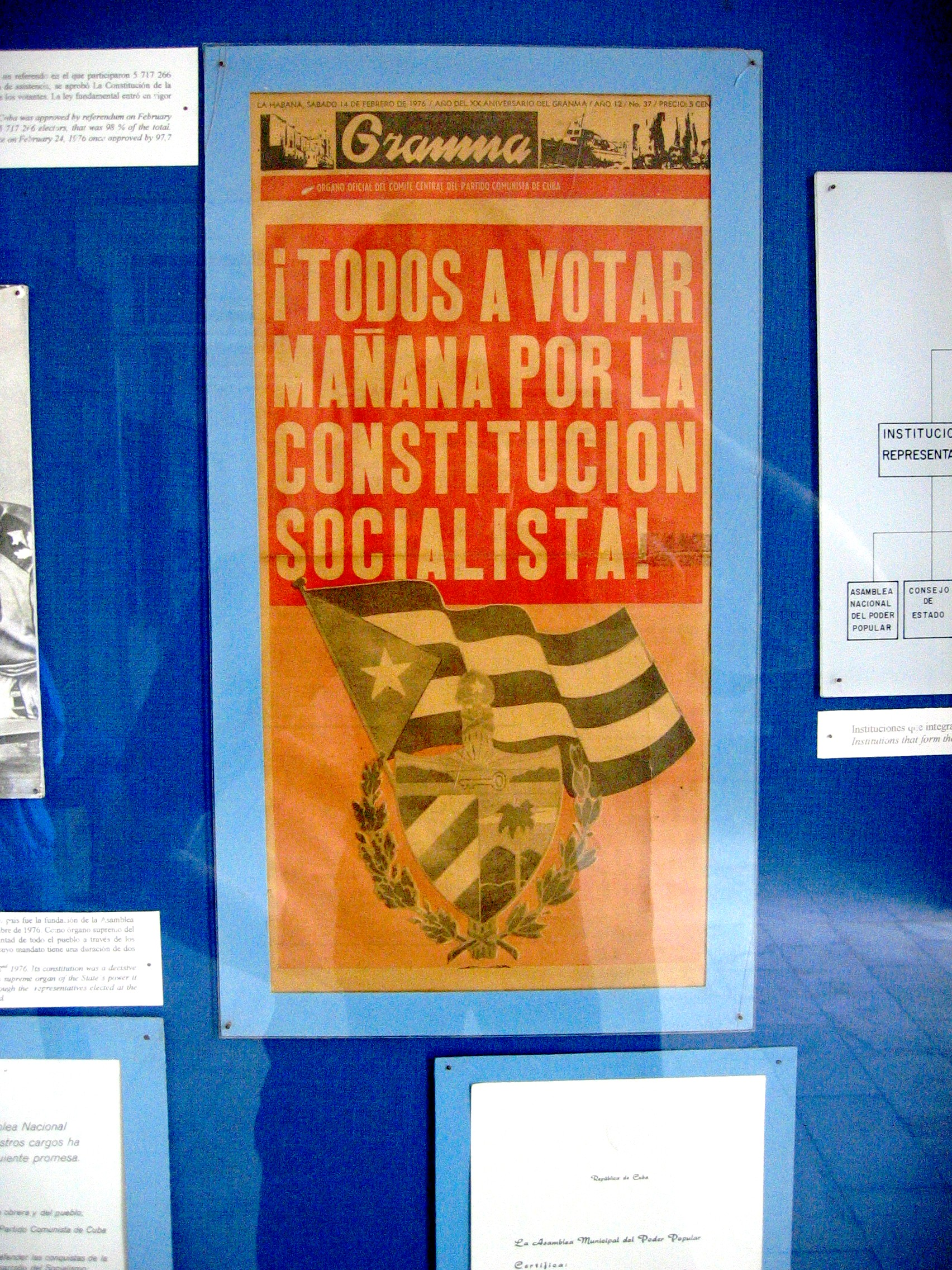
Portada del diari Granma del 14 de febrer de 1976, cridant a votar a favor de la consulta popular sobre la nova constitució.